# Фабрика (Дніпро)

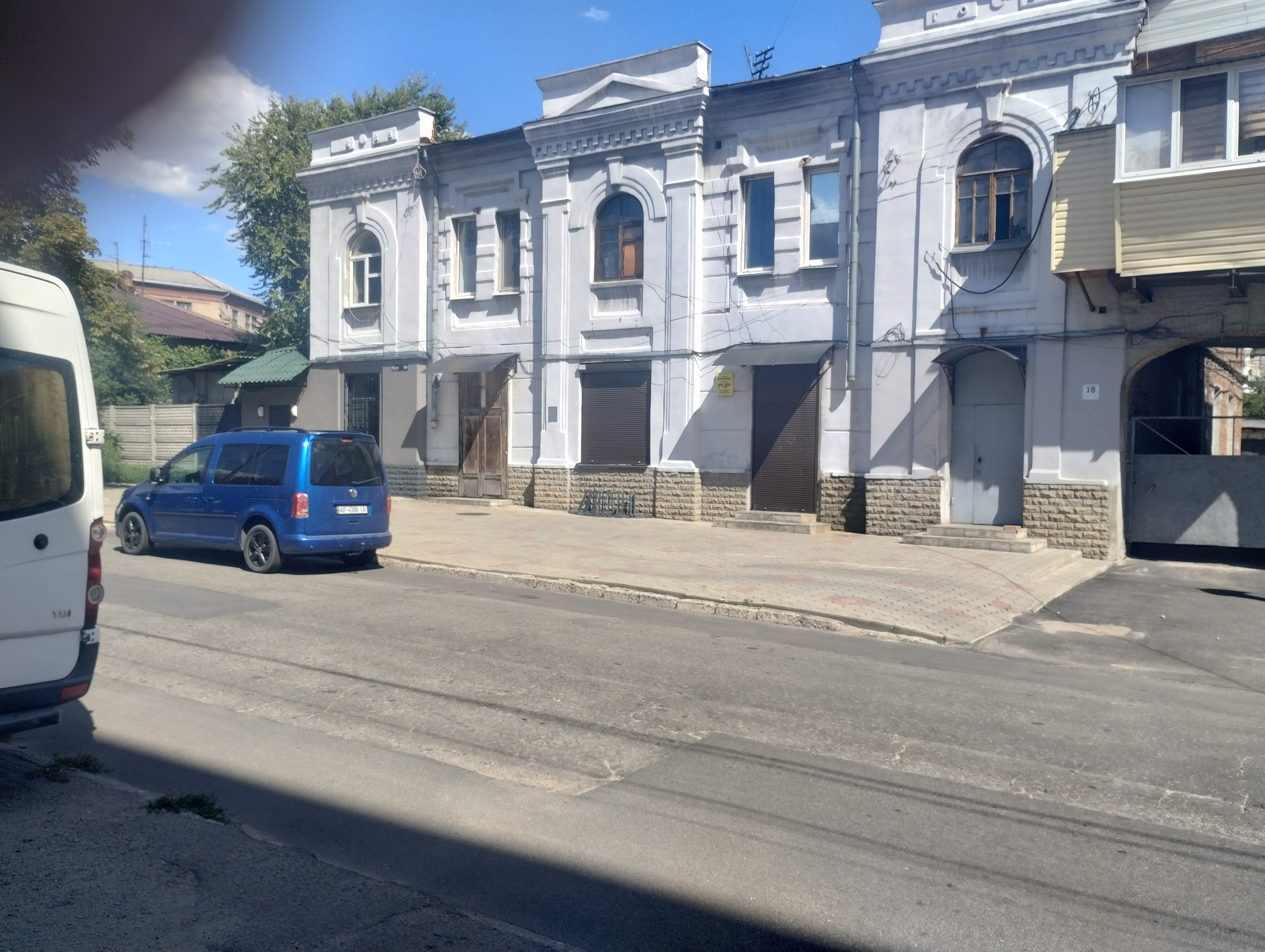
Будинок Новофабричної синагоги по вулиці Василя Чапленка 18.

Фабрика, Фабрична слобода — західно-центральний, історичний район міста Дніпра. Розташований у долині Дніпра у межах Центрального й Чечелівського адміністративних районів міста.

## Межі

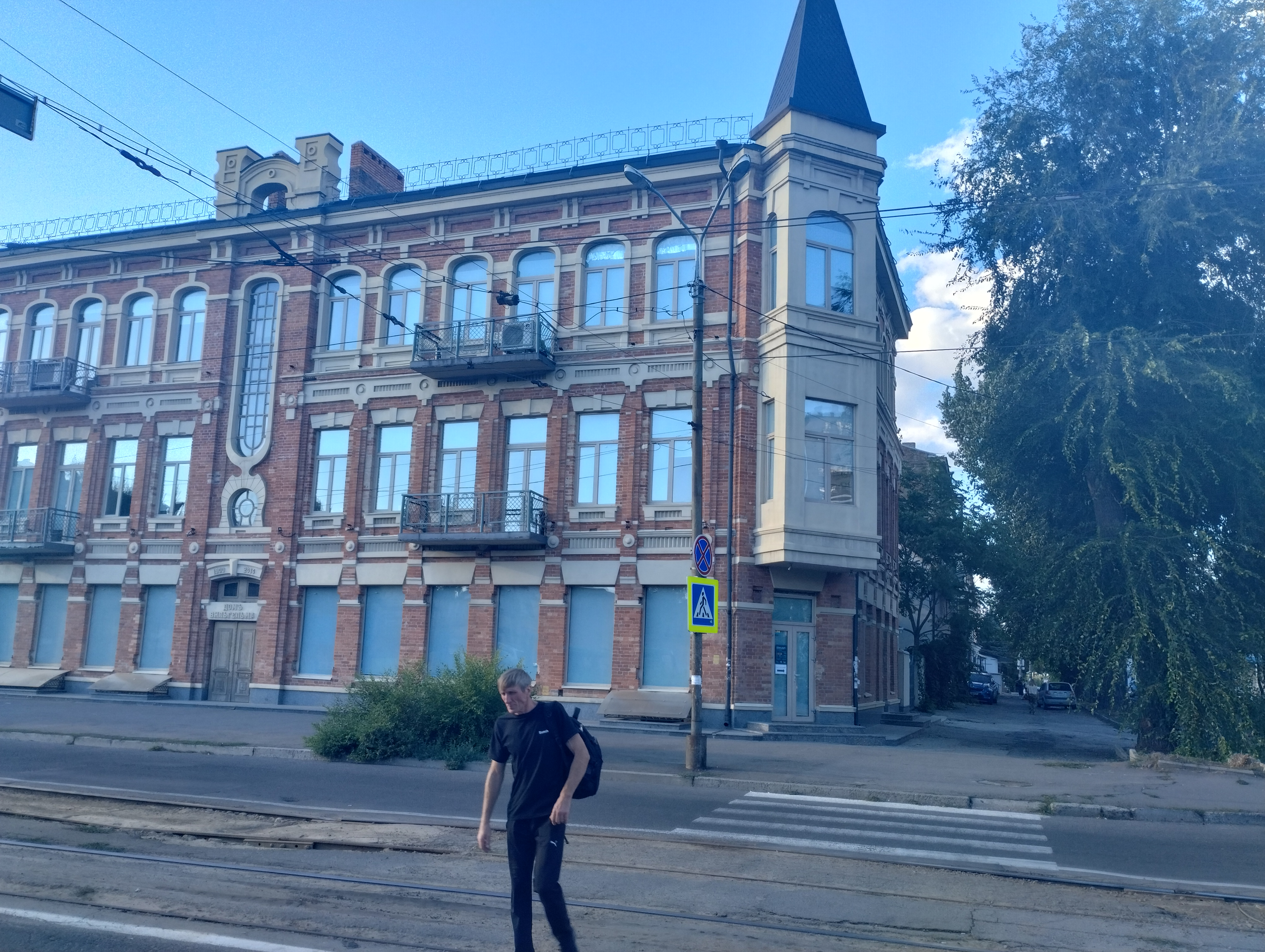
Прибутковий будинок Вільгельма по вулиці Вокзальній 2. Рік зведення 1900.

На сході від сучасної вулиці Юліуша Словацького тягнеться на захід найдавній промисловий район Катеринославу вздовж вулиць Князя Ярослава Мудрого, Мостової, Столярова, Василя Чапленка, Академіка Белелюбського. Тут була міська Пристань (сьогодні Дніпропетровський річковий порт й річковий вокзал). З будівництвом Придніпровської залізниці Фабрика була розділена на східну й нову західну частини. Залізниця перервала Великий проспект (сучасний Дмитра Яворницького) із західним продовженням, що зараз назване вулицею Ударників. Вулиця Ударників починалася від сучасної вулиці Павлова, йшла через Дніпропетровський комбайновий завод й переходила у Новокодацький сучасний проспект Свободи.
Катеринославські вулиці що містили назву слободи:
- Фабрична — сучасна вулиця Столярова,
- Фабрика Перша — Брянська вулиця — вулиця Фабрика,
- Фабрика Друга — Покрівська вулиця — вулиця Івана Езау,
- Фабрика Третя — Виїзна вулиця — вулиця Старофабрична (раніше - Братів Бестужевих).[1]

У 1920-23 роках назва району зафіксована у одного з двох міських адміністративних районах — Фабрично-Заводському районі на відміну від Центрально-Нагірного району. Фабрично-Заводський район займав західну частину міста й включав у себе окрім Фабрики Чечелівку, Підгірне, Робітниче, Шляхівку, Брянку і Новий Кодак. Згодом зі зміною меж й передачі території у Центральний район й утворення Новокодацького району Фабрично-Заводський район перетворився на сучасний Чечелівський район.

## Історія
Виникнення району пов'язане з початковим генеральним планом Катеринослава де низинна, рівна місцевість між Половицею й Новим Кодаком відводилася для будівництва фабрик вздовж Великого прошпекту — Кременчуцького шляху. У 1793—1794 роках тут будувався комплекс для розміщення Катеринославської полотняної (заснована у 1786 році у Дубровні) й шовкоткацької (переводилася з міста Купавна) фабрик. Територія становила 214 десятин 150 сажнів, що була виділено під них з міських земель.

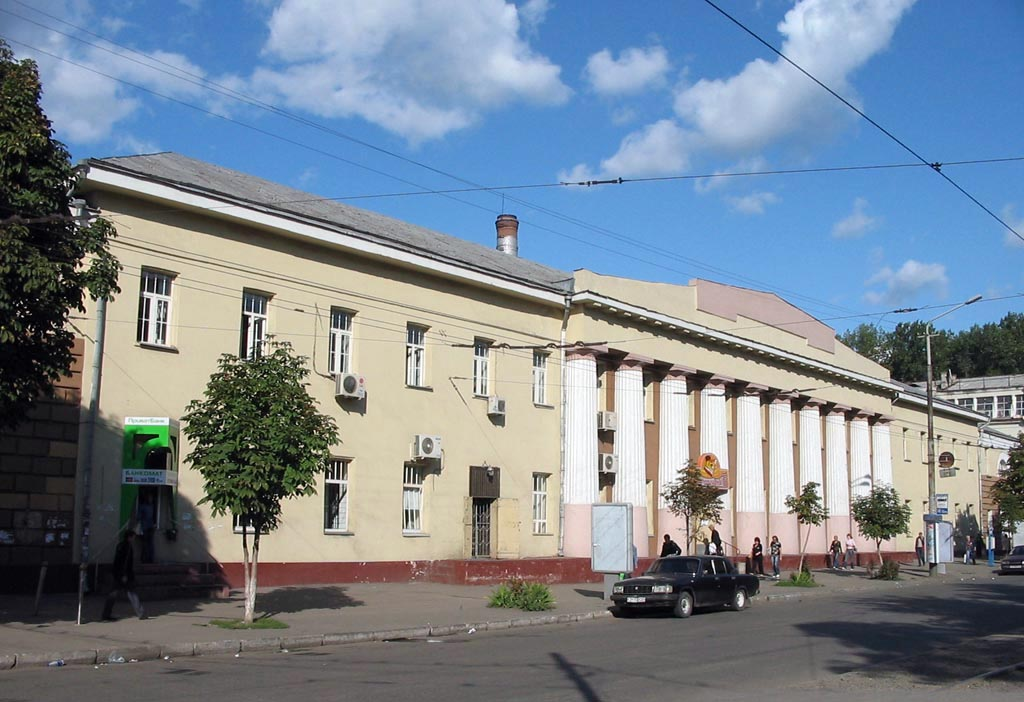
Катеринославська суконна фабрика

1794 року відкрита Катеринославська казенна шовко-суконна фабрика. Її будівля досі збереглася на розі проспекту Дмитра Яворницького й вулиці Пастера за адресою проспект Дмитра Яворницького, 106, що є однією з найдавніших будівель у місті.
Саме біля фабричних будівель заснувалося фабрично-робітниче поселення.
Квартали фабрик нараховували понад 80 дерев'яних будівель, були розбиті по обидва боки «широкої Кременчуцької дороги», (сучасний проспект Яворницького). Зліва від Кременчуцької дороги розмістили «житлові будинки для майстрових» (тепер територія сучасної. Озерки), а праворуч — власне виробничий комплекс з полотняних, шовкових й панчішних майстерень. Існував великий пустир між майстернями й Дніпром. У 1798 році на цьому пустирі була збудована дерев'яна Покровська (Фабрична) церква. Дещо пізніше біля берега Дніпра зведено кілька корпусів для лабораторії, вовномийні й фарбувальної фабрики.
Фабрика з 1804 року вважалася військовим поселенням.
У 1805 році територію полотняної фабрики (шовкоткацька фабрика була закрита як збиткова) трохи урізали. За новим планом Катеринослава земля, розташована між сучасними вулицями Княгині Ольги й Пастера, відводилася під створення нових житлових кварталів.
За розробленим Вільямом Гесте планом Катеринослава 1817 року передбачалося зменшення площі фабричних земель й суттєва перепланування самої Фабрики. Зміни були викликані проектами будівництва нового виробничого комплексу з кам'яних будівель. Гесте необхідно було розмістити переправу через Дніпро, що виявилося найбільш зручним місце для його наведення розташоване у районі Фабрики. Проте розвиток району Фабрики пішов у дещо відмінному напрямку від пропозицій генерального плану Гесте. У його рамки не вписувалася Фабрика. У 1820 році цей гігантський комплекс розтягнувся вздовж Дніпра на 2,5 версти включав в себе 27 майстерень, 56 житлових казарм й побутових будівель, 66 будинків інвалідної роти, лікарню та Покровську церкву. Всі будівлі були дерев'яними або землебитні, — виняток становив лише кам'яний корпус для преса й фарбувальні. Будівництво великих кам'яних корпусів фабрики почалося тільки у середині 1820-х років. До початку 1830-х років фабрика мала 2-поверховий ткацький корпус, два 3-поверхові прядильні корпуси, 2 «магазини» (сховища), адміністративний будинок з пожежної каланчею й ряд дрібніших кам'яних будівель, а в цілому, кількість будівель комплексу складало 197. Фабричні споруди й казенне житло зводилися відповідно до плану міста. Проте на заході від основного комплексу Фабрики з'явилися назаплановані фабричні слобідки: Старофабрична й Павлівська.
Із закриттям в 1835 році Катеринославської полотняної фабрики район швидко занепав. До розграбуванню будівель й устаткування долучилися місцеві чиновники та місцеві злодії. Порфирій Яненко вперше приїхав до Катеринослава в 1841 році й залишив згадку про район Фабрик: "Ще з моста я бачив дещо, що мене дивує після села … Вдивляючись в усі сторони ближче й далі, я побачив багато величезних, в кілька поверхів, будівель з високими трубами — багато з яких були вже без дахів, вікон та дверей. Це були казенні, спочатку панчішні, а потім полотняні фабрики; тут же була невелика дерев'яна церква, оточена величезними тополями й осиками … "
З налагодженням наплавного мосту тут накопичувалася маса торгового люду губернії, що вимагав специфічних послуг. Тут швидко з'явилися різного роду будки, лавки, землянки й мазанки, спільною рисою яких була самовільність будівництва. Дорога на міст з міста проходила через Петербурзьку вулицю (сучасна Князя Ярослава Мудрого), на якій стояли шинки, лавки, винні погреби, а на поштовий тракт (майбутній проспект Яворницького) практично ніхто не виїжджав.
З 1857 року, після перенесення наплавного мосту у Половицю, швидко падає й комерційна активність району Фабрики. Район перетворюється на проживання бідноти й робочого люду, життя якого підтримується лісопилками, млинами й маслоробками, розкиданими берегом Дніпра.
У переписі 1859 року Фабрична слобода відносилася до Катеринослава, як передмістя з 75 дворами, 351 мешканцями.
Усі спроби влади якось використовувати корпуси колишньої фабрики закінчилися нічим. Занадто великі вони були й занадто багато коштів вимагали на ремонт й подальше підтримання в нормальному стані. З усіх корпусів у середині XIX сторіччя було частково відремонтовано тільки ткацький корпус, в якому розмістився Провіантський магазин Військового відомства. За цим магазином змінила назву Лісопильня вулиця на Провіантську (тепер вулиця Пастера).
Колишні виробничі корпуси фабрики поступово продавалися для знесення, що перетворювало територію фабрики на пустир, який в 1860-х роках розрісся до гігантських розмірів, зайнявши територію між сучасними Дніпровським автовокзалом, вулицями Павлівської, Академіка Белелюбського, Пастера, Курчатова й проспектом Яворницького. Пустир почали йменували площею. У джерелах 1860-1870-х років зустрічаються назви: «Фабрична площа», «площа Фабричної церкви», «площа Покровської церкви». У 1870 році тут на кошти торговця лісом купця Новікова звели кам'яну Покровську церкву, що була перенесена значно східніше й ближче до міських кварталів за стару дерев'яну, що розташовувалася на сучасній привокзальній площі. Нову Покровську церкву звели на перетині осей Вокзальної й Привокзальної (тоді ще проїздом між фабричними корпусами) вулиць. Ймовірно, що існували певні плани щодо забудови «площі» й створення тут нового міського району, центром якої мала стати нова Покровська церква.
1875 року було ухвалене рішення про будівництво через місто залізниці, плани міста щодо Фабрики й Фабричної площі змінилися тому, що вона виявилася найбільш зручним місцем для розміщення станційного комплексу. 17 березня 1879 року Катеринославська Міська Дума ухвалила рішення: «дати для станції й рейкового шляху міської землі скільки буде потрібно». У 1881 році залізничники зайняли під будівництво 188 десятин 1468 саженів (близько 226 га) міської землі, а по його закінченню зажадали акт безоплатного відчуження. Місто опротестува ці вимоги, вказуючи, що залізниця вимагає у володіння набагато більше землі, ніж необхідно для її роботи, та, що частина землі передавалася тимчасово, для розміщення робочих бараків й сховищ будівельних матеріалів.
Зі спорудженням Катерининської залізниці з Кривого Рогу у 1870-х роках й зведенням Амурського мосту через Дніпро у 1880-х роках, район Фабрики оживає. Злочинність сягає висот у 1880-х роках. Так пані Мовчаліна згадувала: «Увечері біля Фабрик ні проходу, ні проїзду не було: грабіж був повний… відрізують коміри шинелей й шуб у чоловіків, що обминали верхом мало кар'єром повз Фабрик».

## Сучасність
Зараз на території історичної Фабрики розміщені головні транспортні вузли Дніпра: Вокзальна площа, Старомостова площа, залізнична станція Дніпро-Головний, Річковий вокзал, Річковий порт, Дніпровський автовокзал.
У межах й на околицях Фабрики розташовані Головне управління Придніпровської залізниці, головний дніпровський ринок «Озерка», парк імені Глоби, Дніпропластмас, концерн "Весна", Дніпропетровське локомотивне депо, Слов'янський торгово-виставочний центр, управління Дніпровського метрополітену, Дніпромлин, Дніпропетровський олійноекстраційний завод «Олейна», Дніпродрук, Укрдіпромез (Український Державний Інститут Проектування Металургійних Заводів),  колишнє Трамвайне депо N 1 (демонтоване у 2014 році), Дніпропетровський експериментальний ремонтно-механичний завод, ПромБудМетВироби, колишній Дніпропетровський комбайновий завод.

## Фабричне кладовище
Фабричним кладовищем міста Катеринослава (також існували Міське, Єврейське, Севастопольське й Новокодацьке кладовища) був сучасний парк Пам'яті та Примирення у кінці вулиці Курчатова й на початку проспекту Сергія Нігояна, де починалося розбудовуватися висілка Фабрики — Чечелівка.